# Atomosia hondurana
Atomosia hondurana là một loài ruồi trong họ Asilidae. Atomosia hondurana được James miêu tả năm 1953. Loài này phân bố ở vùng Tân nhiệt đới.